# Chanchangi Airlines
Chanchangi Airlines Nigeria Limited fue una aerolínea privada con sede en Kaduna en Nigeria. Efectuaba vuelos regulares domésticos de pasajeros, así como vuelos regionales a Acra, Ghana. Su principal base de operaciones era el Aeropuerto de Kaduna, con bases de operaciones secundarias en el Aeropuerto Internacional Murtala Mohammed, Lagos, el Aeropuerto Internacional Nnamdi Azikiwe, Abuya y el Aeropuerto Internacional de Port Harcourt.

## Historia
La aerolínea fue fundada el 5 de enero de 1994 por Alhaji Chanchangi y comenzó a operar en Kaduna, Lagos, Owerri, Abuya y Port Harcourt el 2 de mayo de 1997. Los vuelos eran operados con un Boeing 727-200, tres Boeing 737-200 y dos Boeing 737-300 fueron también adquiridos en 2009.
En 2004 obtuvo autorización para volar a Abiyán, Acra, Dakar, Douala y Malabo. El 26 de marzo de 2006 la ruta de Lagos a Acra fue iniciada, pero actualmente se encuentra cancelada. La aerolínea es propiedad de Alhaji Ahmadu Chanchangi (94%) y seis inversores individuales poseen el 1% cada uno. Tiene 780 empleados (en marzo de 2007).
La aerolínea cesó sus operaciones en octubre de 2007.

## Vuelos Charter
Chanchangi Airlines también efectuaba vuelos chárter dentro y a las afueras de Nigeria. Algunos de sus clientes eran:
- Las Naciones Unidas
- La armada de Nigeria
- La Dirección de Nigeria
- Getra en Guinea Ecuatorial, y alguno más.

## Incidentes
- Uno de los Boeing 727 de Chanchangi Airlines se estrelló mientras aterrizaba (con un problema en el tren de aterrizaje) en el Aeropuerto Internacional Murtala Mohammed, Lagos el 29 de diciembre de 2004 efectuando un vuelo desde Port Harcourt. Las 81 personas a bordo no resultaron heridas y el avión no sufrió grandes daños. Como resultado los cinco Boeing 727 restantes fueron dejados en tierra para permitir a los investigadores hacer pesquisas en las aeronaves. El 3 de enero de 2005 la NCAA permitió retomar las operaciones.
- Tras el accidente del vuelo 1145 de Sosoliso Airlines el 10 de diciembre de 2005, el presidente Olusegun Obasanjo ordenó detener las operaciones de Sosoliso y Chanchangi Airlines. Chanchangi fue calificada como insegura. Tras pasar las inspecciones del ministerio de aviación de Nigeria, Chanchangi pudo retomar sus vuelos el 22 de diciembre de 2005.
- Un Boeing 727 en ruta a Abuya hubo de regresar a Lagos el 9 de mayo de 2006, cuando la tripulación anunció un problema con el sistema de aire acondicionado.
- El 22 de agosto de 2006, dos ruedas ardieron en un Boeing 727 con 98 pasajeros a bordo. El piloto dijo haber efectuado una toma dura para poder frenar en la pista húmeda tras una fuerte lluvia en el Aeropuerto Internacional Nnamdi Azikiwe en Abuya. No hubo heridos.
- Chanchangi sufrió múltiples incidentes de seguridad a mediados y finales de 2007. Un vuelo Kaduna-Lagos fue abortado tras romperse un álabe del motor a los veinte minutos de vuelo. A mediados de septiembre, un vuelo Lagos-Abuya regresó a Lagos tras descubrirse un fallo hidráulico.
- El 13 de octubre de 2007, un Boeing 727 que efectuaba un vuelo de Kaduna a Abuya en ruta a Lagos sufrió un fuego en cabina de vuelo.
- El 20 de agosto de 2010, el vuelo 334 de Chanchangi, operado por el Boeing 737-200 5N-BIF derribó la antena del localizador y aterrizó antes de llegar a la pista del aeropuerto Kaduna. Varios pasajeros resultaron con heridas leves y el avión quedó importantemente dañado. Chanchangi Airlines suspendió nuevamente sus operaciones tras el accidente.[2]

## Destinos
Chanchangi Airlines volaba a los siguientes destinos (noviembre de 2010):
- Abuya (Aeropuerto Internacional Nnamdi Azikiwe)
- Kaduna (Aeropuerto de Kaduna)
- Lagos (Aeropuerto Internacional Murtala Mohammed)
- Port Harcourt (Aeropuerto Internacional de Port Harcourt)

## Flota
La flota de Chanchangi Airlines incluía los siguientes aviones (a 5 de julio de 2011):
- 1 Boeing 737-300